# Кертис FC-1
Кертис FC-1 (енгл. Curtiss FC-1) је амерички морнарички ловац. Први лет авиона је извршен 1923. године. 

Највећа брзина авиона при хоризонталном лету је износила 203 km/h.
Распон крила авиона је био 7,62 метара, а дужина трупа 5,59 метара. Празан авион је имао масу од 466 килограма. Нормална полетна маса износила је око 774 килограма. Био је наоружан са једним или два митраљеза калибра 7,62 mm Браунинг (Browning).

## Наоружање
| Наоружање авиона: Кертис       |      |
| Ватрено (стрељачко) наоружање  |      |
| Топ                            |      |
| Митраљез                       |      |
| Број и ознака митраљеза        | 1-2  |
| Калибар                        | 7,62 |
| Бомбардерско наоружање (бомбе) |      |
| Ракетно наоружање (ракете)     |      |